# ماريان أينسورث
ماريان أينسورث (بالإنجليزية: Maryan Ainsworth)‏، التي تنشر في كثير من الأحيان باسم ماريان وين أينسورث (بالإنجليزية: Maryan Wynn Ainsworth)‏، هي مؤرخة فنية أمريكية ومؤلفة وقيّمة معارض متخصصة في لوحات شمال أوروبا في القرن الرابع عشر والخامس عشر والسادس عشر، ولا سيما في مجال الرسم الهولندي المبكر.
حصلت ماريان على درجتي البكالوريوس والماجستير من كلية أوبرلين ودكتوراه. في جامعة ييل. أمضت حياتها المهنية التي استمرت أربعين عامًا في متحف المتروبوليتان للفنون، حيث عملت منذ عام 2002 كمنسقة للرسم الهولندي المبكر والفرنسي والألماني في قسم اللوحات الأوروبية. في فترة تبوأها لهذا المنصب، وبصفتها زميلة أبحاث مخضرمة في قسم شيرمان فيرتشايلد لحفظ اللوحات، تخصصت في نهج متداخل المعارف للتحقيق في لوحات عصر النهضة الشمالية، وتوحيد التحقيقات الفنية مع الاستفسارات الفنية التاريخية.

## الحياة المهنية
نشرت ماريان أينسورث العديد من المقالات وألقت محاضرات واسعة حول عملها. ماريان هي محررة العديد من الكتب حول منهجية تاريخ الفن، والمؤلف الرئيسي أو المتعاون الرئيسي في عدد من كتالوجات المعارض، من بينها:
- كتاب "Petrus Christus Renaissance Master of Bruges"، إصدار عام 1994.[5]
- كتاب "From Van Eyck to Bruegel, Early Netherlandish Painting in The Metropolitan Museum of Art"، إصدار 1998.[6]
- كتاب "Gerard David, Purity of Vision in an Age of Transition"، إصدار 1998.[7]

## منشورات مختارة
- لوحات ألمانية في متحف المتروبوليتان للفنون، 1350 - 1600. متحف متروبوليتان للفنون، 20130300166575،
- نسيج في عصر النهضة: فن وروعة. متحف متروبوليتان للفنون، 2002،
- الرسم الهولندي المبكر عند مفترق الطرق: نظرة نقدية على المنهجيات الحالية. مطبعة جامعة ييل، 20019782503566689،